# Archidamos V
Pour les articles homonymes, voir Archidamos.
Archidamos V (en grec ancien Ἀρχίδαμος Ε΄) est le 27e roi de Sparte de la dynastie des Eurypontides, régnant de 228 à 227 av. J.-C.. Il est le fils d'Eudamidas II et d'Agesistrata et le petit-fils d'Archidamos IV, d'après qui Archidamos V est nommé.
Après que son frère Agis IV fut assassiné en 241 av. J.-C., il fuit à Messénie. En 228 ou 227 av. J.-C., il lui est demandé de revenir à Sparte par le roi Cléomène III de la lignée Agiades, qui n'avait plus de co-roi depuis la mort de Eudamidas III, fils d'Agis IV. Archidamos V fut assassiné peu après. Polybe dit qu'il fut assassiné par Cléomène. 